# Rimini Calcio 1983-1984
Questa pagina raccoglie le informazioni riguardanti il Rimini Calcio nelle competizioni ufficiali della stagione 1983-1984.

## Rosa
| N. |                   | Ruolo | Calciatore               |
| -- | ----------------- | ----- | ------------------------ |
|    | Italia (bandiera) | D     | Renato Aversano          |
|    | Italia (bandiera) | P     | Alberto Betta            |
|    | Italia (bandiera) | A     | Ubaldo Biagetti          |
|    | Italia (bandiera) | C     | Antonio Boglioli         |
|    | Italia (bandiera) | D     | Giampaolo Ceramicola     |
|    | Italia (bandiera) | C     | Giordano Cinquetti       |
|    | Italia (bandiera) | D     | Giampiero Ciriaco        |
|    | Italia (bandiera) | A     | Mauro Corrieri           |
|    | Italia (bandiera) | C     | Giovanni Costa           |
|    | Italia (bandiera) | D     | Giovanni Deogratias (II) |
|    | Italia (bandiera) | C     | Maurizio D'Este          |
|    | Italia (bandiera) |       | Falconi                  |
|    | Italia (bandiera) | D     | Riccardo Laurenti        |
|    | Italia (bandiera) | C     | Dario Lazzarin           |

| N. |                   | Ruolo | Calciatore                 |
| -- | ----------------- | ----- | -------------------------- |
|    | Italia (bandiera) | D     | Gaetano Manzi              |
|    | Italia (bandiera) | C     | Luigi Nicassio             |
|    | Italia (bandiera) | A     | Mario Nicolini             |
|    | Italia (bandiera) | A     | Igor Protti                |
|    | Italia (bandiera) | C     | Antonio Regoli             |
|    | Italia (bandiera) | C     | Giampiero Rocco            |
|    | Italia (bandiera) | C     | Mauro Sandreani            |
|    | Italia (bandiera) | A     | Antonio Maurizio Schillaci |
|    | Italia (bandiera) | D     | Plinio Serena              |
|    | Italia (bandiera) | P     | Claudio Tarocco            |
|    | Italia (bandiera) | A     | Ugo Tosetto                |
|    | Italia (bandiera) | D     | Gabriele Zamagna           |
|    | Italia (bandiera) | C     | Davide Zannoni             |

## Risultati

### Campionato

#### Girone di andata
| 18 settembre 1983 1ª giornata | Rimini | 1 – 1 | Treviso |  |

| 25 settembre 1983 2ª giornata | Carrarese | 2 – 1 | Rimini |  |

| 2 ottobre 1983 3ª giornata | Rimini | 1 – 1 | Brescia |  |

| 9 ottobre 1983 4ª giornata | Fano | 0 – 2 | Rimini |  |

| 16 ottobre 1983 5ª giornata | Rimini | 0 – 1 | Parma |  |

| 23 ottobre 1983 6ª giornata | Rimini | 1 – 3 | Ancona |  |

| 30 ottobre 1983 7ª giornata | Prato | 0 – 0 | Rimini |  |

| 6 novembre 1983 8ª giornata | Rimini | 4 – 0 | Legnano |  |

| 13 novembre 1983 9ª giornata | Bologna | 0 – 1 | Rimini |  |

| 20 novembre 1983 10ª giornata | Modena | 1 – 0 | Rimini |  |

| 27 novembre 1983 11ª giornata | Rimini | 2 – 1 | Fanfulla |  |

| 4 dicembre 1983 12ª giornata | Lanerossi Vicenza | 1 – 0 | Rimini |  |

| 11 dicembre 1983 13ª giornata | Rimini | 2 – 1 | Trento |  |

| 18 dicembre 1983 14ª giornata | Reggiana | 1 – 1 | Rimini |  |

| 8 gennaio 1984 15ª giornata | Rimini | 1 – 2 | Sanremese |  |

| 15 gennaio 1984 16ª giornata | SPAL | 1 – 0 | Rimini |  |

| 22 gennaio 1984 17ª giornata | Rimini | 3 – 0 | Rondinella Marzocco |  |

#### Girone di ritorno
| 29 gennaio 1984 18ª giornata | Treviso | 1 – 1 | Rimini |  |

| 5 febbraio 1984 19ª giornata | Rimini | 1 – 1 | Carrarese |  |

| 12 febbraio 1984 20ª giornata | Brescia | 3 – 1 | Rimini |  |

| 19 febbraio 1984 21ª giornata | Rimini | 2 – 0 | Fano |  |

| 26 febbraio 1984 22ª giornata | Parma | 3 – 1 | Rimini |  |

| 4 marzo 1984 23ª giornata | Ancona | 3 – 0 | Rimini |  |

| 11 marzo 1984 24ª giornata | Rimini | 2 – 0 | Prato |  |

| 18 marzo 1984 25ª giornata | Legnano | 1 – 0 | Rimini |  |

| 1º aprile 1984 26ª giornata | Rimini | 0 – 0 | Bologna |  |

| 8 aprile 1984 27ª giornata | Rimini | 1 – 0 | Modena |  |

| 15 aprile 1984 28ª giornata | Fanfulla | 1 – 1 | Rimini |  |

| 29 aprile 1984 29ª giornata | Rimini | 1 – 4 | Lanerossi Vicenza |  |

| 6 maggio 1984 30ª giornata | Trento | 0 – 0 | Rimini |  |

| 13 maggio 1984 31ª giornata | Rimini | 1 – 1 | Reggiana |  |

| 20 maggio 1984 32ª giornata | Sanremese | 1 – 1 | Rimini |  |

| 27 maggio 1984 33ª giornata | Rimini | 1 – 1 | SPAL |  |

| 3 giugno 1984 34ª giornata | Rondinella Marzocco | 2 – 1 | Rimini |  |